# Kristijan Gmelin
Kristijan Gotlob Gmelin (12. oktobar 1792 – 13. maj 1860) je bio nemački hemičar. Rođen je u Tibingenu, Sveto rimsko carstvo, i bio je unuk Johana Konrada Gmelina i praunuk Johana Georga Gmelina.

## Naučna karijera
Godine 1818, Gmelin je bio jedan od prvih koji je primetio da litijumove soli daju jarko crvenu boju u plamenu.
Godine 1826, Žan-Baptist Gime je bio zaslužan za osmišljavanje procesa za veštačku proizvodnju ultramarina. Dve godine kasnije, 1828, Gmelin je objavio sopstveni proces za veštačku proizvodnju ultramarina. Pošto je Gmelin prvi objavio ovaj proces, njemu su pripisane zasluge za ovo otkriće. U svojoj publikaciji, Gmelin je naveo da su silicijum, glinica i soda glavni sastojci ultramarina, a bogata boja potiče od sumpora.

## Smrt
Gmelin je umro u Tibingenu, u Nemačkoj, gde je proveo ceo svoj život, 13. maja 1860. godine.

## Radovi
- Einleitung in die Chemie . Vol.1&2 . Laupp, Thüringen 1835-1837 Digital edition by the University and State Library Düsseldorf